# Ayşebacı, Altıeylül
Ayşebacı là một xã thuộc huyện Altıeylül, tỉnh Balıkesir, Thổ Nhĩ Kỳ. Dân số thời điểm năm 2010 là 1.686 người.